# 1026

## Родени
- Виктор III, римски папа